# Thế giới châu Âu

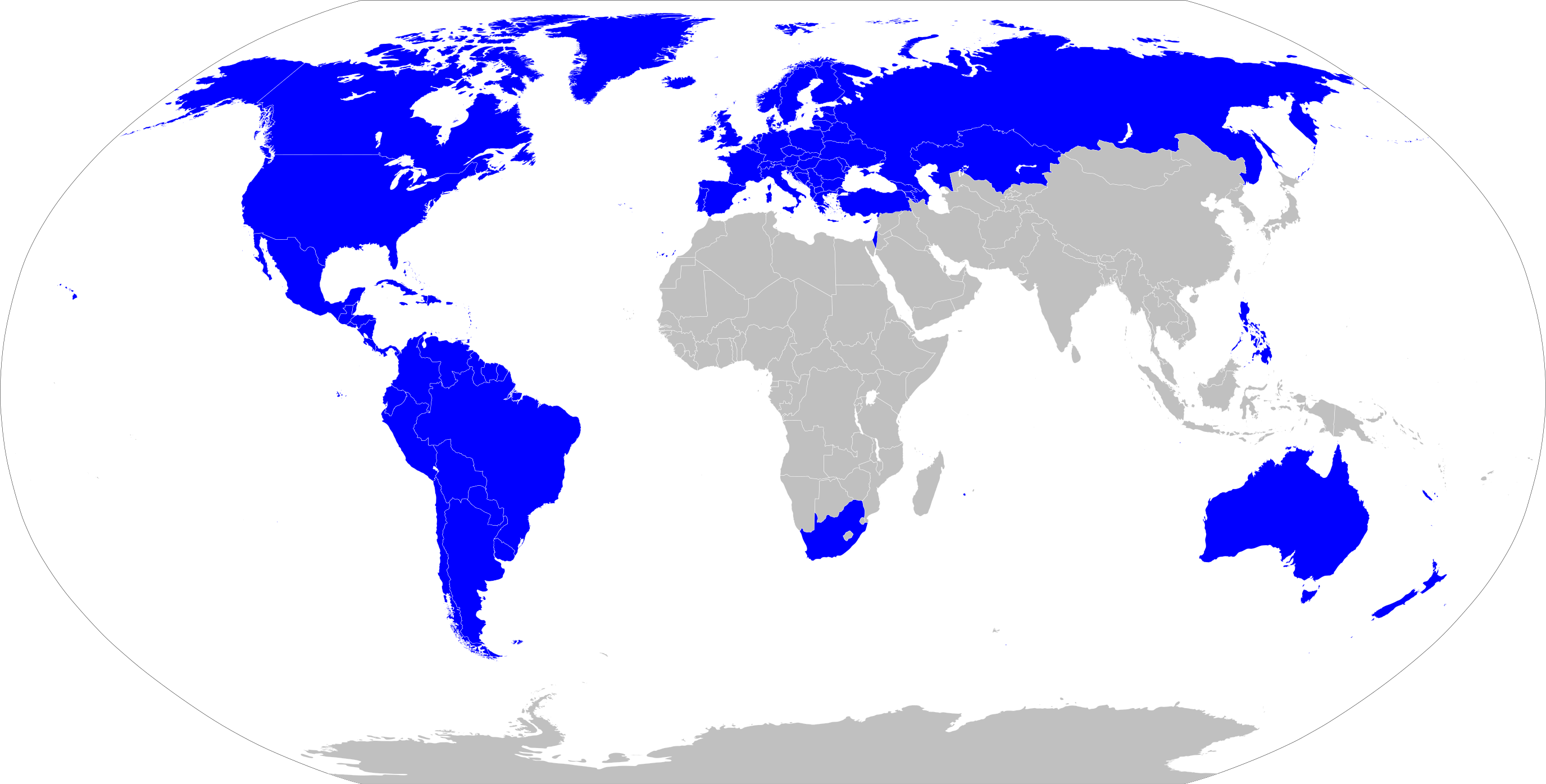
Bản đồ thể hiện Tây hóa hay Âu hóa, chỉ sự ảnh hưởng của yếu tố châu Âu

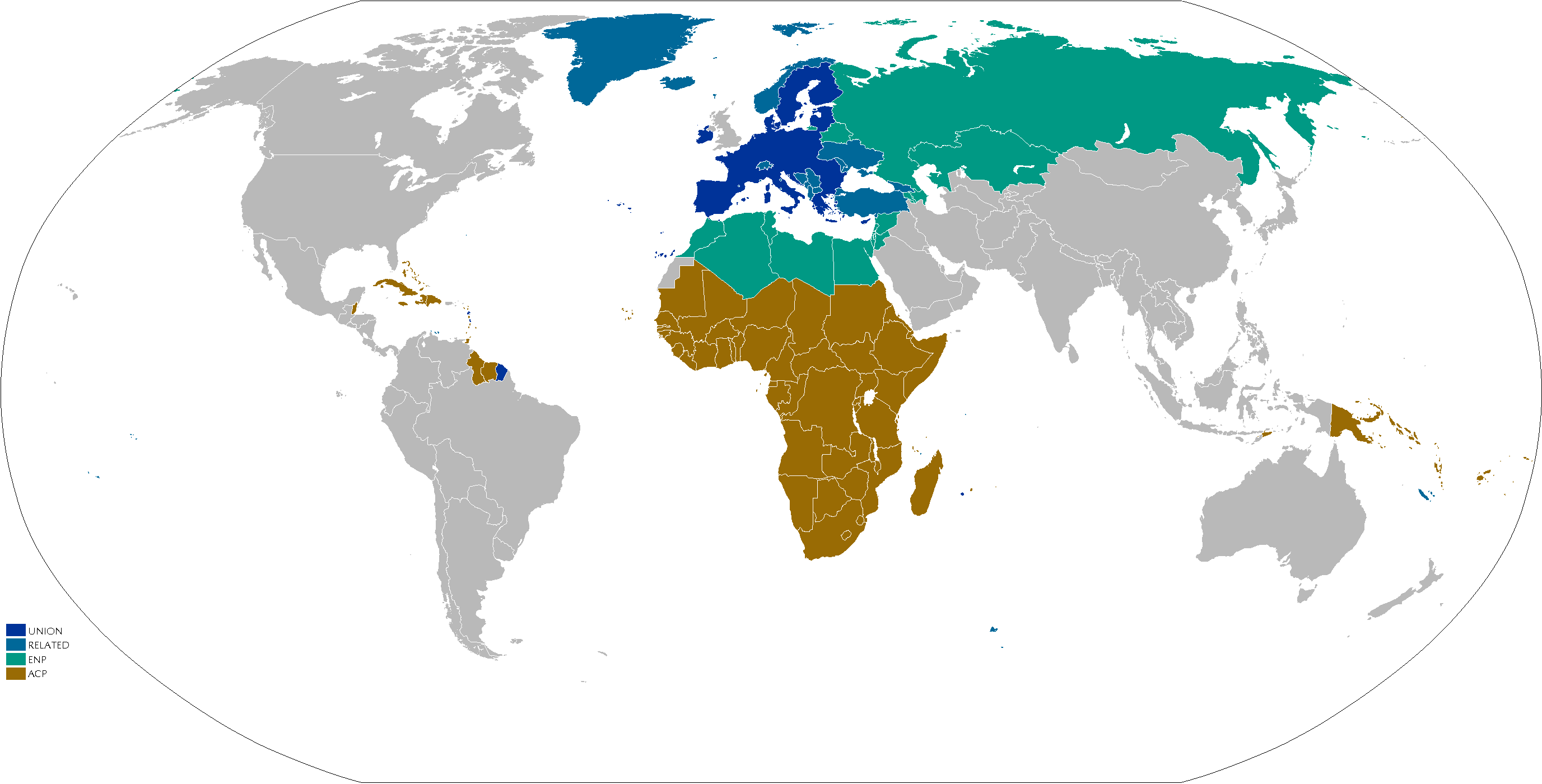
Bản đồ toàn cầu về phạm vi ảnh hưởng của châu Âu

Thế giới châu Âu (Eurosphere) hay Đế chế châu Âu (European Empire) là một khái niệm xoay quanh câu chuyện về tầm ảnh hưởng của châu Âu, cũng như sự ảnh hưởng của Liên minh châu Âu đương đại (những năm 1990–nay), một thuật ngữ gắn liền với giới trí thức công chúng của các tác giả như Mark Leonard, học giả Đại học Oxford Jan Zielonka, Tổng giám đốc Liên minh châu Âu về các vấn đề chính trị-quân sự Robert Cooper và cựu Chủ tịch Ủy ban Châu Âu José Manuel Barroso. Nói chung, đây là thuật ngữ chỉ về phạm vi "châu Âu" rộng nhất có thể, xét trên nhiều bình diện, tiêu chí của các học giả.

## Tổng quan
Trong 50 năm qua, Liên minh châu Âu đã mở rộng từ 6 thành viên sáng lập lên đến 27 nước thành viên; ngoài ra còn có 7 ứng cử viên và các quốc gia tiềm năng các quốc gia ứng cử viên đang chờ gia nhập: Albania, Montenegro, Bắc Macedonia, Serbia, Thổ Nhĩ Kỳ, Bosnia và Herzegovina và Ukraina, là các ứng cử viên, và Kosovo, là một ứng cử viên tiềm năng. Một số quốc gia châu Âu đã hội nhập về mặt kinh tế, như một phần của khối thị trường chung châu Âu (EEC) và sử dụng đồng tiền chung của mình là đồng Euro. Thông qua Đại diện cấp cao của Liên minh về Chính sách đối ngoại và an ninh, EU có khả năng lên tiếng với một tiếng nói trên trường thế giới và đã thiết lập các hiệp định thương mại tự do và liên kết với nhiều quốc gia. Hơn nữa, thông qua Chính sách Láng giềng Châu Âu và Liên minh Địa Trung Hải, châu Âu đang tạo ra mối quan hệ chặt chẽ hơn với các quốc gia trên biên giới của mình, trong khi phát triển mối quan hệ với các cựu thuộc địa Châu Âu khác, các quốc gia ACP. Các quốc gia muốn gia nhập EU phải trải qua rất nhiều cải cách, ví như các cải cách được thấy ở Thổ Nhĩ Kỳ, chẳng hạn như việc bãi bỏ hình phạt tử hình. 
Sự nổi lên của ảnh hưởng toàn cầu của Liên minh châu Âu và sức hấp dẫn của các thành viên đã là chủ đề của một số bài viết học thuật. Tác giả Mark Leonard mô tả khu vực chịu ảnh hưởng của EU là "Khối châu Âu ("Eurosphere"). Theo Mark Leonard, khối châu Âu (Eurosphere) bao gồm 109 quốc gia. Ở Châu Âu, bao gồm 27 quốc gia thành viên của EU đóng vai trò cốt lõi, các quốc gia nộp đơn muốn gia nhập EU, Tây Balkan và các quốc gia Cộng đồng các quốc gia độc lập châu Âu (bao gồm Armenia, Belarus, Georgia, Moldova, Ukraine và Kazakhstan xuyên lục địa). Ông không đề cập đến các quốc gia Tây Âu như Na Uy đã được tích hợp vào thị trường chung của EU. Ngoài châu Âu, ông liệt kê mọi quốc gia châu Phi và mọi quốc gia Trung Đông, cũng như các quốc gia tạo thành biên giới phía đông của khu vực châu Âu (Eurosphere) như Iran, Azerbaijan và Nga. Các quốc gia khác có thể được coi là nằm trong Khu vực kinh tế chung Âu Á bao gồm các quốc gia châu Âu thuộc Khu vực kinh tế châu Âu, chẳng hạn như Iceland hoặc Liechtenstein, các quốc gia sử dụng euro làm đơn vị tiền tệ của họ, chẳng hạn như Andorra, Monaco và San Marino, hoặc các Các vùng cực xa (OMR) của EU ở Caribbean, Nam Mỹ và Đại Tây Dương, chẳng hạn như Guiana thuộc Pháp, Guadeloupe, La Réunion, Martinique và Saint Martin. Ngoài ra, các Quốc gia và Lãnh thổ Hải ngoại (OCT) có liên hệ chặt chẽ với EU ở Đại Tây Dương, Caribe, Thái Bình Dương và Nam Đại Dương thường được bao gồm trong Âu quyển như Aruba, Bonaire, Curaçao, Polynesia thuộc Pháp, Greenland và Saint-Pierre-et-Miquelon.